# قره‌داغ‌لی بالا
قره‌داغ‌لی بالا (به لاتین: Yuxarı Qaradağlı) یک منطقه مسکونی در جمهوری آذربایجان است که در شهرستان ترتر واقع شده است.